# 圣索沃尔 (伊泽尔省)
圣索沃尔（法語：Saint-Sauveur，法語發音：[sɛ̃ sovœʁ] ⓘ）是法国伊泽尔省的一个市镇，属于格勒诺布尔区。

## 地理
圣索沃尔（45°9'9"N, 5°20'31"E）面积9.42 平方千米，位于法国奥弗涅-罗讷-阿尔卑斯大区伊泽尔省，该省份为法国东南部内陆省份，北起顺时针与安省、萨瓦省、上阿尔卑斯省、德龙省、阿尔代什省、卢瓦尔省和罗讷省。
与圣索沃尔接壤的市镇（或旧市镇、城区）包括：圣韦朗、鲁瓦扬地区博瓦尔、沙特、伊泽龙、圣马塞兰、圣皮埃尔德谢雷讷、圣罗芒、泰什。

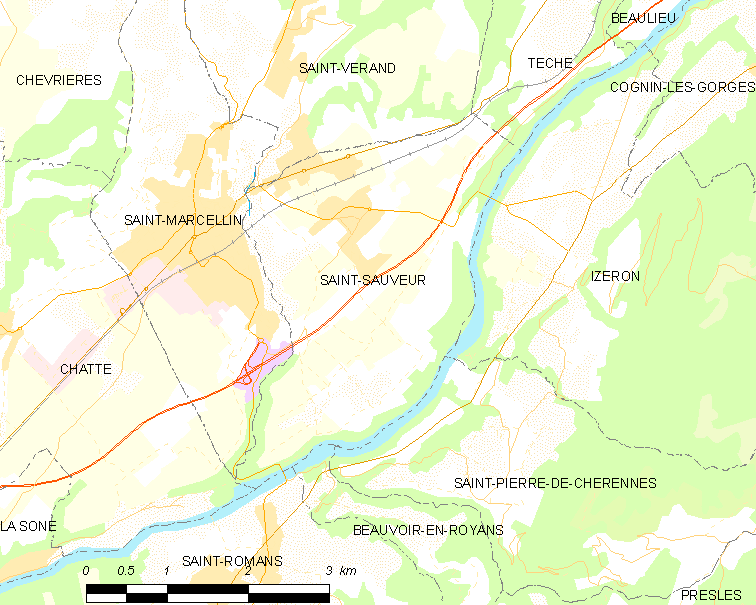
的OSM定位图

圣索沃尔的时区为UTC+01:00、UTC+02:00（夏令时）。

## 行政
圣索沃尔的邮政编码为38160，INSEE市镇编码为38454。

## 政治
圣索沃尔所属的省级选区为南格雷西沃当县。

## 人口

1962-2008年间人口变化图示

圣索沃尔于2022年1月1日时的人口数量为2108人。